# الوعرة (القفر)

تعديل مصدري - تعديل

الوعرة محلة تابعة لقرية بقلة، التابعة لعزلة بني سيف السافل بمديرية القفر إحدى مديريات محافظة إب في الجمهورية اليمنية، بلغ تعداد سكانها 24 حسب تعداد اليمن لعام 2004.